# 荣加语
荣加语（Rongga）是印度尼西亚东努沙登加拉省弗洛勒斯岛中部使用的一种语言。荣加语与Ngadha语关系密切，与芒加莱语的关系则较远。
在当地，它被认为是芒加莱文化的一部分；然而，它在语言学上更近的亲缘语言包括Ngadha语和Lio语，两者都属于中部弗洛勒斯语群。从类型学上讲，它是一种分析语。与其他中部弗洛勒斯语言一样，它使用五进制数字系统的元素，这可能反映了假设的巴布亚语底层的影响。
书写时，它采用类似印度尼西亚语的拼写规则。使用如 zh、dh 和 bh 等复合字母来记录该语言特有的音素。